# Australisch-kapverdische Beziehungen
Die australisch-kapverdischen Beziehungen umfassen das zwischenstaatliche Verhältnis von Australien und Kap Verde. Die Länder unterhalten direkte diplomatische Beziehungen.
Die bilateralen Beziehungen sind gut, jedoch vergleichsweise schwach ausgebildet. Bedeutendster Bezugspunkt waren zuletzt die australisch-kapverdischen Entwicklungsprojekte, insbesondere im Bereich Bildung.
Die bilateralen Wirtschaftsbeziehungen sind auf Grund der großen Entfernung und des kleinen kapverdischen Marktes sehr schwach ausgeprägt. Australien zählt daher nicht zu den bedeutenden Wirtschaftspartnern Kap Verdes.

## Geschichte
Nachdem die unbewohnten Kapverdischen Inseln im 15. Jahrhundert von Portugal entdeckt worden waren, blieben sie eine Portugiesische Kolonie bis zu ihrer Unabhängigkeit 1975. Bis dahin wurde das australisch-kapverdische Verhältnis von den australisch-portugiesischen Beziehungen bestimmt.

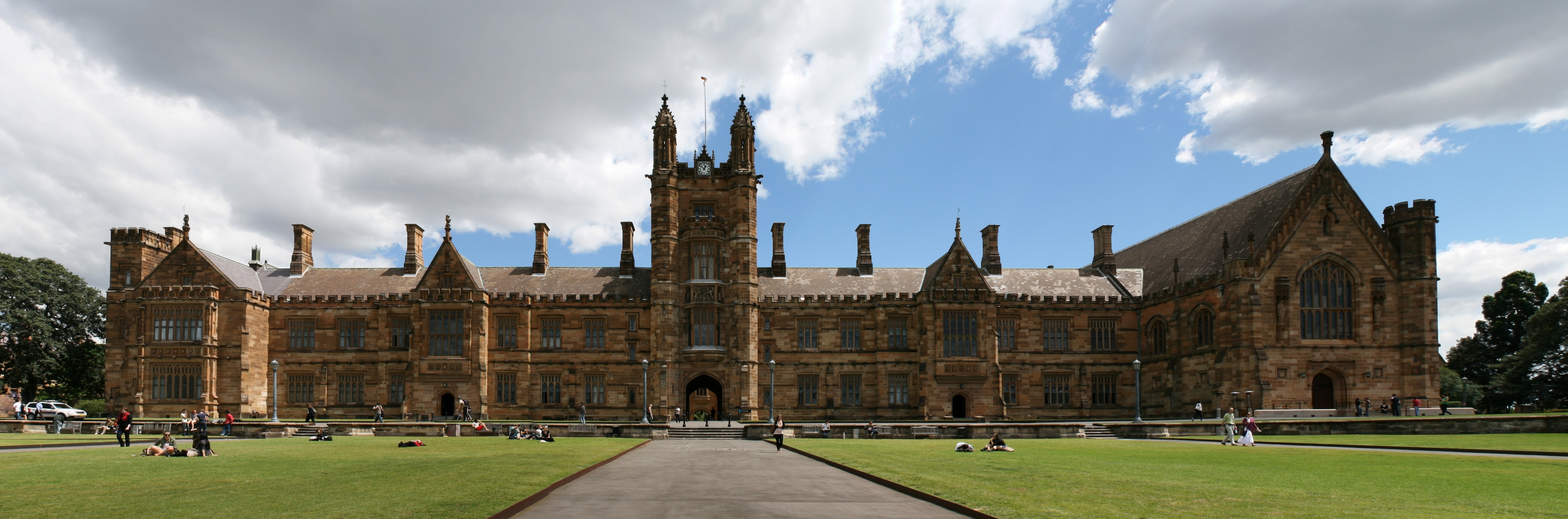
Australiens älteste Hochschule, die Universität Sydney: Australien vergibt Stipendien an kapverdische Studenten

Durch die anhaltende Entwicklung des Landes, insbesondere seit den 1990er Jahren, die 2008 schließlich zur Heraufstufung Kap Verdes von einem wenig entwickelten Land zu einem Land mit mittleren Einkommen führte, wurde es kein Schwerpunkt der australischen Entwicklungszusammenarbeit, die sich hier vor allem auf Ausbildungsthemen verlegte.
2012 traf eine australische Kommission unter Führung des in Kap Verde akkreditierten Botschafters Neil Mules im kapverdischen Bildungsministerium auf den gastgebenden Minister António Correia e Silva. Neben einer Bewertung des australischen Stipendienprogramms für kapverdische Hochschulstudenten in Australien ging es vor allem um den Ausbau der technischen Zusammenarbeit beider Länder in anderen Bereichen. Australien war zu dem Zeitpunkt der neueste Partner Kap Verdes bei dessen Bemühungen um internationale Partnerschaften für spezialisierte Aus- und Fortbildungen.

## Diplomatie

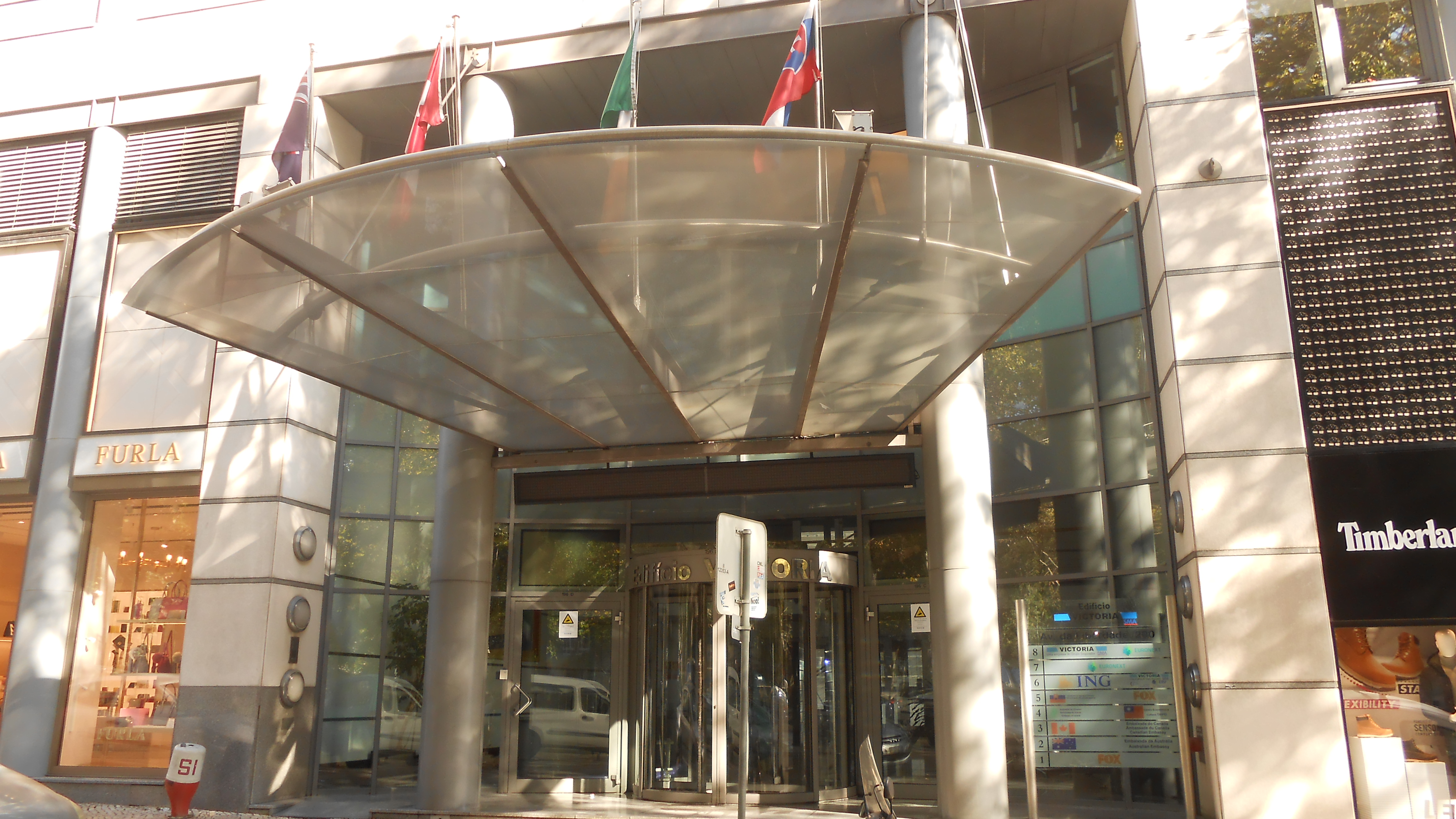
Die australische Botschaft in der portugiesischen Hauptstadt Lissabon ist auch für Kap Verde zuständig

Australien führt in Kap Verde keine eigene Botschaft, zuständig ist die australische Botschaft in der portugiesischen Hauptstadt Lissabon.
Auch Kap Verde führt keine eigene Botschaft in Australien, das seinerseits von der kapverdischen Botschaft in Lissabon betreut wird.
Gegenseitige Konsulate sind ebenfalls nicht eingerichtet.